# Ondrej Binder
Ondrej Binder (11. dubna 1970 Banská Štiavnica – 13. května 2016 Banská Štiavnica) byl slovenský politik a poslanec NR SR za stranu Kotleba – Lidová strana Naše Slovensko, jako nestraník.

## Životopis
V letech 1984 až 1987 vystudoval střední školu dřevařskou ve Zvolenu v oboru truhlář. Základní vojenskou službu absolvoval v letech 1989 až 1990 v Karlových Varech. Do strany KDH vstoupil v roce 1994 a stal se poslancem Obecního zastupitelstva ve obci Svätý Anton. Jako zástupce starosty této obce působil v letech 1998 až 2000. V letech 2005 až 2008 byl poslancem regionálního parlamentu Banskobystrického kraje za Banskou Štiavnici za KDH. Ze strany odešel na protest proti tomu, že se rozhodla podpořit za župana Vladimíra Maňka. V roce 2016 v březnových parlamentních volbách kandidoval za stranu Kotleba – Lidová strana Naše Slovensko.Kandidoval ako nestraník. Bol na kandidátke strany Do parlamentu se dostal a působil ve Výboru Národní rady Slovenské republiky pro kulturu a média. Po jeho úmrtí ho v parlamentu nahradil Ján Mora, odborný referent z Brezna. Ondrej Binder zahynul 13. května 2016 při dopravní nehodě, která se stala na silnici mezi Banskou Štiavnicou a Banskou Belou. Zomrel na infarkt.